# 三水瑶族乡
三水瑶族乡是中华人民共和国广东省清远市连州市下辖的一个民族乡。

## 行政区划
三水瑶族乡下辖以下村级行政区划单位：
云雾村、左里村、沙坪村和新八村。